# Thiseltonia
Thiseltonia es un género monotípico de plantas con flores perteneciente a la familia de las asteráceas. Su única especie: Thiseltonia gracillima, es originaria de Australia.

## Descripción
Es una hierba anual erguida, delicada que alcanza un tamaño de 0.1-0.23 m de altura. Las flores de color amarillo / blanco, florece en agosto-noviembre en suelos de arena roja o arcilla limosa, en las dunas de arena, planicies arenosas, terrenos pedregosos y cerca de lagos salados en Australia Occidental.

## Taxonomía
Thiseltonia gracillima fue descrita por (F.Muell. & Tate) Paul G.Wilson   y publicado en Botanical Journal of the Linnean Society 82(3): 232. 1981.
Sinonimia
- Calomeria gracillima (F.Muell. & Tate) Heine
- Humea gracillima F.Muell. & Tate
- Thiseltonia dyeri Hemsl. basónimo[4]